# Margo Stilley
Margo Stilley est une actrice et mannequin américaine, née le 20 novembre 1982 à Bear Creek (Caroline du Nord).

## Biographie
Margo Stilley est essentiellement connue pour son premier rôle dans le très controversé 9 Songs de Michael Winterbottom, dans lequel elle a été amenée à tourner de nombreuses scènes comportant des actes sexuels non simulés — sexe oral ou pénétration — avec son partenaire Kieran O'Brien. Elle a tenu, pendant toute la promotion du film, à ce que Michael Winterbottom ne parle d'elle qu'en tant que « Lisa », le nom de son personnage, afin de maintenir une distance entre son personnage et elle-même.
Alors qu'elle n'était pas sûre de continuer à jouer après ce film, elle est ensuite apparue dans la série britannique Mayo en 2006, et à nouveau au cinéma en 2008 avec le film d'horreur Reverb et la comédie romantique Un Anglais à New York.

## Filmographie

### Cinéma
- 2004 : 9 Songs : Lisa
- 2008 : Reverb : Nicky
- 2008 : Un Anglais à New York (How to Lose Friends and Alienate People) de Robert B. Weide : Ingrid
- 2009 : Goal! 3: Taking on the World : Tamsin
- 2009 : My Horizon : Zoe
- 2010 : The Trip de Michael Winterbottom : Mischa

Prochainement : 
- Hippie Hippie Shake : Cynthia Plaster Caster

### Télévision
- 2006 : Mayo (série TV) : Roma Sheraton
- 2008 : Miss Marple - Miss Marple : un meurtre est-il facile ? (téléfilm) : Bridget Conway